# The Electric Prunes
The Electric Prunes – amerykańska grupa grająca rocka psychodelicznego, działająca w latach 1965–1970; reaktywowana w 2001. Najbardziej znana z cyklu Mass in F Minor, będącego pierwszą na świecie mszą rockową.

## Dyskografia
(niekompletna)

### Single
- Ain't It Hard/Little Olive 1966
- I Had Too Much To Dream/Luvin 1966 US #11 - UK #49
- Get Me to the World on Time/Are You Lovin' Me More 1966 US #27 - UK #42
- Dr Do-Good/Hideaway 1967
- The Great Banana Hoax/Wind-up Toys 1967
- Long Days Flight/The King In His Counting House UK only 1967
- Everybody Knows You're Not In Love/You Never Had it Better 1967
- Left in Blue (original by Azure Halo)

### Albumy
- The Electric Prunes: I Had Too Much to Dream (Last Night) 1967
- Underground 1967
- Mass in F Minor 1968
- Release of An Oath 1968
- Just Good Old Rock and Roll 1969
- Long Day's Flight (compilation) 1986
- Stockholm 1997
- Artifact 2002
- Rewired (DVD) 2002
- California 2004
- Feedback 2006